# Jacques de Bay (1545-1614)

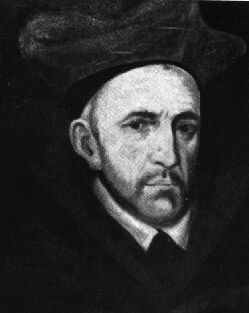
Jacques de Bay

Jacques de Bay (Latijn: Jacobus Baius) (Meslin-l'Évêque in Henegouwen omstreeks 1545 - Leuven, 5 oktober 1614) was een theoloog uit de Zuidelijke Nederlanden en hoogleraar aan de Universiteit van Leuven. Hij stichtte het Baiuscollege voor theologiestudenten.

## Leven
De Bay was een neef van Michel de Bay, die de grondlegger was van het baianisme, een visie die aan de grondslag ligt van het jansenisme. De Bay studeerde theologie aan het College Het Varken aan de universiteit en werd licentiaat in 1572. Vervolgens werd hij bursarius (beheerder van de studietoelagen) aan het Pauscollege waarvan zijn oom voorzitter was. In 1573 werd De Bay zelf voorzitter van het Savoyecollege en bleef dit tot aan zijn dood.
Hij werkte mee aan de Leuvense uitgave van de werken van Augustinus van Hippo en verzorgde het deel dat de brieven van Augustinus bevatte. In 1577 werd De Bay deken van het Sint-Jacobuskapittel en werd in 1580 zelfs even rector van de universiteit zonder echter hoogleraar te zijn. De Bay promoveerde op 20 mei 1586 tot doctor in de theologie en op 30 september van dat jaar werd hij vervangend hoogleraar in de plaats van zijn oom. Na diens dood in 1589 nam hij diens leerstoel volledig over. In 1591 werd De Bay eveneens hoogleraar catechese en werd tevens kanunnik van het Sint-Pieterskapittel. De Bay schonk een terrein aan de paters Kapucijnen; dit was gelegen tussen de Voer en de Heilige Geeststraat, aan de straat die de Kapucijnenvoer zou heten.
In 1598 werd De Bay opnieuw rector voor een korte periode. Bij de plechtige intrede in 1600 van de aartshertogen Albrecht en Isabella in de universiteit, sprak hij de redevoering namens de universiteit uit. In 1609 werd hij verkozen tot vicekanselier van de universiteit en tot deken van het Sint-Pieterskapittel.
In 1612 stichtte De Bay met het geld van de erfenis van zijn oom en zijn eigen geld het Baiuscollege dat voorbestemd werd voor theologiestudenten. De Bay stierf echter voor de opening van het college en het was zijn neef Gilles De Bay die het college opende. Jacques de Bay werd begraven in het koor van de Collegiale Sint-Pieterskerk.

## Werken
De Bay schreef twee theologische werken:
- De venerabili Eucharistiae sacramento et sacrificio Missae libri III in 1605
- Institutionum christianae religionis libri IV in 1612

Ook twee redevoeringen van hem werden gepubliceerd:
- Orationes funebres II. in obitum celeberrimi viri domini Machaelis Du Bay in 1589, de lijkrede bij het overlijden van zijn oom
- Oratio panegyrica in adventum sereniss. Principum Alberti et Isabellae in 1600, de redevoering bij de plechtige intrede van aartshertogen Albrecht en Isabella